# Тампико (Вашингтон)
Тампико (енгл. Tampico) насељено је место без административног статуса у америчкој савезној држави Вашингтон, у округу Јакима, која се налази око осамнаест миља западно од Јакима на Ахтанум Крику. Број становништва је било 312 на попису из 2010. године.

## Историја
Заједница је названа Тампико од стране пионира сточара А.Д. Елгин, по граду у Мексику гдје је некада живио. Рани пионири населили су Тампико најраније 1872. године. До 1887. године, било је од 16 до 20 породица које живе у заједници.
Поглавица Камиакин – који је предводио племена Јакама, Палоусе, и Кликитат у рату Јакима – рођен је у Атанум Крику близу Тампика 1800. године. У близини тог мјеста, црква Мисија Светог Јосипа је саграђена 1852. године, да би се касније уништила и обновила више пута; црвене службе се и даље редовно обављају тамо.

## Едукација
Заједницу опслужује школски округ Вест Вали 208.

## Демографија
По попису из 2010. године број становника је 312.
| Група             | 2000.    | 2010.       |
| Белци             | 0 (0,0%) | 274 (87,8%) |
| Афроамериканци    | 0 (0,0%) | 0 (0,0%)    |
| Азијати           | 0 (0,0%) | 0 (0,0%)    |
| Хиспаноамериканци | 0 (0,0%) | 20 (6,4%)   |
| Укупно            | 0        | 312         |